# Braea
Pan Braia a fost unul din sfetnicii domnitorului  Roman I al Moldovei (decembrie 1391 - decembrie 1394), menționat în uricul emis de fiul acestuia, Iuga al Moldovei (1398-1400), la Strahotin, document datat între 2 iulie 1398-28 noiembrie 1399. 
Este cel care a dat numele familiei de boieri Brăescu, cu descendenți până în zilele noastre. În documentele vechi, descendenții săi mai sunt numiți "Braevici, (al lui Brae), Brăescu". 

## Personalități ale familiei
- Duma Brăescu, Mare Vornic al Moldovei în perioada 1441-1469;
- Cârstea Brăescu, erou în bătălia de la Războieni 26 iulie 1476;
- Eremia Brăescu, Pârcălab de Hotin, 1560;
- Gheorghe Brăescu scriitor;
- Colonel Brăescu, Ministru de Război al Republicii Moldova în 1918;
- Theodor Brăescu, membru fondator al Partidului Țărănesc, deputat în 1921;
- Alexandru Brăescu fondatorul Spitalului Socola din Iași;
- Smaranda Brăescu pilot;
- Col. Eugen Brăescu, salvatorul evreilor din Cernăuti în timpul ocupației naziste;
- Nicolae Brăescu, tenor;
- C.D. Zeletin, medic, profesor universitar, presedinte al uniunii medicilor scriitori, scriitor;
- Ștefan Zeletin autorul celebrului tratat de economie " Neoliberalismul".